# Ptychobarbus
Ptychobarbus es un género de peces de la familia de los ciprínidos de aguas dulces del continente asiático.
Actualmente forman este género cuatro especies.

## Especies
- Ptychobarbus chungtienensis (W. H. Tsao, 1964)
- Ptychobarbus conirostris Steindachner, 1866
- Ptychobarbus dipogon (Regan, 1905)
- Ptychobarbus kaznakovi A. M. Nikolskii, 1903